# Gmina Kutë
Gmina Kutë (alb. Komuna Kutë) – gmina położona w środkowo-zachodniej części Albanii. Administracyjnie należy do okręgu Mallakastra w obwodzie Fier. W 2011 roku populacja gminy wynosiła 1977 osób w tym 961 kobiet oraz 1016 mężczyzn, z czego Albańczycy stanowili 86,49% mieszkańców. 
W skład gminy wchodzą cztery miejscowości: Anëbreg, Çorrush, Drizar, Kutë.